# Konsistorialabtei
Eine Konsistorialabtei ist ein Kloster, dessen Abt nicht vom Bischof der zuständigen Diözese bestätigt werden muss, sondern nur vom Papst. Man spricht hier auch von Exemtion.
Im Mittelalter war die Ernennung einer Abtei zur Konsistorialabtei ein Machtinstrument, mit dessen Hilfe die Einflussnahme der Bischöfe auf die Klöster eingedämmt werden konnte.

## Beispiele
- Reichsabtei Salem, 1178 zur Konsistorialabtei ernannt